# Bugatti Rimac
Bugatti Rimac d.o.o — совместное предприятие, известное слиянием двух автомобильных брендов Bugatti и Rimac и расположенное в Света-Неделя, Хорватия. Два бренда были объединены в ноябре 2021 года в соответствии с бизнес-решением концерна Porsche AG, который, в свою очередь, передал контроль над Bugatti хорватскому предпринимателю Мате Римац, взамен получив дополнительную долю в Rimac Group.
Несмотря на сделку, Rimac Automobili и Bugatti Automobiles продолжат работать как отдельные автомобильные производители, сохранив свои производственные мощности в Загребе, Хорватия и Мольсхайме, Франция. Главный офис Bugatti Rimac расположен в бывшей штаб-квартире Rimac Automobili в Света-Неделя, недалеко от Загреба. Однако со временем предприятие планирует переехать в новый офис на территории комплекса Rimac Campus стоимостью 200 миллионов евро. В кампусе будут работать 2500 сотрудников — они займутся разработкой совместных моделей Rimac и Bugatti, в том числе преемников Rimac Nevera и Bugatti Chiron. Закончить строительство должны были до конца 2023 года.

## Bugatti Rimac GmbH
Также Bugatti Rimac продолжает расширяться. Совместная компания, окончательно сформировавшаяся осенью 2021 года, 30 марта 2022 года открыла в Берлине центр дизайна и инжиниринга. Он также станет штаб-квартирой для нового дочернего немецкого подразделения Bugatti Rimac GmbH со своими отделами закупок, финансов, маркетинга и IT.

## RimacCampus

Территория будущего офиса компании

Огромный[уточнить] современный комплекс, созданный предпринимателем Мате Римац, в который планируется, после завершения строительства в 2023 году, перенести офис Bugatti Rimac. Кампус представляет собой комплекс зданий, площадь которых будет около 200000 м² с производственными и научно-исследовательскими объектами, размещенными на 95000 м², а 35% территории будет покрыто растительностью. Количество сотрудников составит более, чем 2500 человек, а находится кампус будет примерно в 16 километрах от центра Загреба, Хорватия. Планируется, что комплекс будет открыт для всех желающих посмотреть на производство и разработку автомобилей.

## Продукция
20 августа 2022 года Bugatti Rimac представила свой первый совместный автомобиль Bugatti Mistral. Автомобиль будет представлять собой родстер с 8-ми литровым двигателем W16 от Bugatti, мощностью 1600 л. с. и крутящим моментом 1600 Нм. Всего будет выпущено 99 единиц стоимостью 5 миллионов евро каждая. По словам Мате Римац все экземпляры были распроданы в первую неделю, после презентации.
В пресс-релизе, посвящённом модели Mistral, прямо сказано, что она завершит эру 8,0-литрового двигателя W16, который впервые появился на модели Bugatti Veyron в 2005 году, после чего компания перейдет на гибридные автомобили. Заявленная максимальная скорость Bugatti W16 Mistral — 420 км/ч. Автомобили планируют доставить покупателям к 2024 году.
Весной 2024 года глава компании Мате Римац опубликовал изображение нового гиперкара Bugatti под покрывалом, в разработке которого его фирма принимает активное участие. Кроме того, Bugatti выложили видео с представлением новейшего двигателя V16, применение которого на гиперкаре уже подтверждено. Ожидается, что гибридная силовая установка новинки будет развивать около 2000 лошадиных сил.